# Anne Minh-Thu Quach
Anne Minh-Thu Quach, née le 14 août 1982 à Salaberry-de-Valleyfield, est une femme politique québécoise. Elle est députée à la Chambre des communes du Canada de 2011 à 2019, d'abord de la circonscription de Beauharnois-Salaberry jusqu'en 2015, puis de Salaberry—Suroît. 
Elle est également la porte-parole du Nouveau Parti démocratique en matière de la jeunesse.

## Biographie
Les parents d'Anne Minh-Thu Quach émigrent du Vietnam dans les années 1980 avec leurs trois enfants après la guerre. Ils font partie des innombrables boat people qui dérivent vers l'Occident et sont finalement accueillis au Canada. En 1982, Anne naît à Salaberry-de-Valleyfield; c'est le premier enfant de la famille né sur le sol canadien.
Après avoir obtenu un baccalauréat en éducation secondaire à l’Université de Sherbrooke en 2005, elle enseigne le français à l’École de la Baie-Saint-François de Salaberry-de-Valleyfield. 
Engagé dans le milieu associatif, elle s'implique particulièrement dans le comité des Établissements Verts Brundtland et dans le comité de l'Association étudiante de son école. Elle est également engagée dans le syndicalisme et a fait partie du conseil général de la Centrale des syndicats du Québec et du comité sociopolitique du syndicat de Champlain.
Le 5 juillet 2014 elle donne naissance à son premier enfant, une fille nommée Mila.

### Carrière politique
À l'occasion des élections fédérales de 2008, elle se présente pour la première fois dans la circonscription de Beauharnois-Salaberry pour le Nouveau Parti démocratique. Elle obtient alors 6214 voix (11,6 %), largement distancée par la députée bloquiste sortante Claude DeBellefeuille.
Elle est de nouveau candidate lors des élections fédérales de 2011. Alors que rien ne le laissait soupçonner quelques semaines auparavant, elle remporte largement l'élection, comme de nombreux autres élus surprise de la « vague orange ». Alors que la région est réputée être un fief du Bloc québécois, Anne Minh-Thu Quach devance la sortante  Claude DeBellefeuille par 23 978 voix contre 18 182 voix, soit une majorité de 5 796 voix .
Alors que le NPD constitue l'opposition officielle entre 2011 et 2015, elle est porte-parole adjointe pour la Santé de juin 2011 à avril 2012, pour l'Environnement de cette date jusqu'en août 2013, et en matière d'Industrie jusqu'à la fin de la législature. 
Aux élections générales de 2015, Anne Minh-Thu Quach se présente dans la nouvelle circonscription de Salaberry—Suroît, issue du redécoupage électoral de 2013. Elle est réélue dans une lutte à trois très serrée avec les candidats libéral et bloquiste. En novembre 2015, elle est nommée porte-parole du NPD pour la Jeunesse, pour toute la durée de la session. Elle est aussi nommée porte-parole pour l'Éducation post-secondaire ainsi que porte-parole adjointe pour l'Égalité des femmes en janvier 2018.
En février 2019, elle annonce ne pas vouloir se représenter aux élections suivantes, citant sa deuxième grossesse en cours et l'entrée de son ainée à l'école. Elle retourne à l'École de la Baie-Saint-François pour y enseigner le français.